# Киокак (Ајова)
Киокак (енгл. Keokuk) град је у америчкој савезној држави Ајова. По попису становништва из 2010. у њему је живело 10.780 становника.

## Демографија
Према попису становништва из 2010. у граду је живело 10.780 становника, што је -647 (-5.7%) становника више него 2000. године.
| Група             | 2000.          | 2010.         |
| Белци             | 10.543 (92,3%) | 9.786 (90,8%) |
| Афроамериканци    | 446 (3,9%)     | 427 (4,0%)    |
| Азијати           | 59 (0,5%)      | 86 (0,8%)     |
| Хиспаноамериканци | 125 (1,1%)     | 193 (1,8%)    |
| Укупно            | 11.427         | 10.780        |